# Dean Ward
Dean Ward, född den 30 juni 1963 i Portsmouth, Storbritannien, är en brittisk bobåkare.
Han tog OS-brons i herrarnas fyrmanna i samband med de olympiska bobtävlingarna 1998 i Nagano.